# Hayet Guettat
Hayet Guettat (arabe : حياة قطاط), de son nom complet Hayet Guettat Guermazi (حياة قطاط قرمازي), est une universitaire et femme politique tunisienne.

## Biographie
Titulaire d’un doctorat en histoire et anthropologie de la faculté des sciences humaines et sociales de Tunis, elle est directrice du département de la culture et du programme de sauvegarde du patrimoine au sein de l'Organisation arabe pour l'éducation, la culture et les sciences, qu'elle intègre en 2011, avant d'en devenir la directrice générale en 2017 ; sa candidature est soutenue par le président de la République, Béji Caïd Essebsi, dans le cadre du renforcement du rôle de la femme dans le travail des organisations, et en application du principe de l'égalité des chances homme-femme dans le domaine du leadership et de la prise de décision.
Professeure universitaire, elle enseigne également dans de nombreuses institutions de l'enseignement supérieur, à l’instar de l'université de La Manouba, de l'Institut supérieur des métiers du patrimoine et de l'Institut supérieur de théologie (ar).
Nommée ministre des Affaires culturelles en 2021, elle est limogée le 12 mars 2024, avec le ministre du Transport Rabie Majidi, par décision du président Kaïs Saïed et sans que soient précisées les raisons